# نادي الجزيرة الحمراء
نادي الجزيرة الحمراء الإماراتي، نادي كرة قدم تابع لامارة راس الخيمة في دولة الإمارات العربية المتحدة . لون الفريق الأسود والأحمر.      

## تشكيلة الفريق الحالية
ملاحظة: تشير الأعلام إلى المنتخب الوطني على النحو المحدد في قواعد الأهلية للفيفا. قد يحمل اللاعبون أكثر من جنسية واحدة غير تابعة للفيفا.
| الرقم | البلد                    | المركز | اللاعب           |
| ----- | ------------------------ | ------ | ---------------- |
| 1     | إيران                    | حارس   | رامتين خلاجي     |
| 2     | الإمارات العربية المتحدة | مدافع  | عبد الله سمير    |
| 3     | إيران                    | مدافع  | سينا قاسمي       |
| 4     | مصر                      | مدافع  | أحمد لطفي        |
| 5     | البرازيل                 | مدافع  | لويز سواريز      |
| 7     | الإمارات العربية المتحدة | وسط    | راشد جلال        |
| 8     | إيران                    | مهاجم  | سجاد خادمي       |
| 9     | ساحل العاج               | مهاجم  | عزيز ياوغو       |
| 10    | الإمارات العربية المتحدة | وسط    | أحمد جلال        |
| 11    | الإمارات العربية المتحدة | وسط    | حسين عبد الرحمن  |
| 14    | الإمارات العربية المتحدة | مدافع  | محمد طالب        |
| 20    | البرازيل                 | وسط    | غابرييل فالنتيني |
| 23    | الإمارات العربية المتحدة | حارس   | خليل يوسف        |
| 26    | غانا                     | وسط    | جوزيف أمواه      |

| الرقم | البلد                    | المركز | اللاعب           |
| ----- | ------------------------ | ------ | ---------------- |
| 32    | الإمارات العربية المتحدة | مدافع  | أحمد الدرع       |
| 36    | غانا                     | وسط    | عيسى حسين        |
| 47    | الإمارات العربية المتحدة | مهاجم  | علي عيد          |
| 50    | الإمارات العربية المتحدة | مدافع  | سيف الدرع        |
| 66    | البرازيل                 | مدافع  | والاس غوميز      |
| 75    | مصر                      | وسط    | مازن أحمد U18    |
| 77    | الإمارات العربية المتحدة | وسط    | غيث السعدي U18   |
| 78    | سوريا                    | وسط    | كمال صعب U18     |
| 79    | مصر                      | مهاجم  | يوسف إبراهيم U18 |
| 80    | الإمارات العربية المتحدة | مهاجم  | ناصر خاطر        |
| 81    | الإمارات العربية المتحدة | وسط    | محمد النقبي      |
| 88    | إيران                    | وسط    | علي رضا شريفي    |
| 99    | الإمارات العربية المتحدة | مهاجم  | جمال معروف       |